# Swiped
Swiped (bra: Deslize, ou Swiped: Arrasando Corações) é um filme americano de comédia romântica e amadurecimento de 2018, dirigido por Ann Deborah Fishman, que também escreveu o roteiro e a produção executiva. O filme é estrelado por Kendall Sanders, Noah Centineo, Nathan Gamble, Kristen Johnston, George Hamilton, Leigh-Allyn Baker, Alana Collins Stewart, Christian Hutcherson, Shelby Wulfert, Maddy Curley, Steve Daron e Kalani Hilliker.

## Sinopse
O estudante universitário James (Sanders) é recrutado por seu colega de classe Lance (Centineo) para desenvolver um aplicativo de paquera, combinando pessoas do campus sem qualquer compromisso. Quando James percebe as consequências de suas ações, ele começa a se arrepender de seu envolvimento.

## Elenco
| Ator/Atriz            | Personagem          |
| --------------------- | ------------------- |
| Kendall Sanders       | James Wilson Singer |
| Noah Centineo         | Lance Black         |
| Nathan Gamble         | Daniel              |
| Christian Hutcherson  | Wesley              |
| Shelby Wulfert        | Hannah Grace Martin |
| Chase Victoria        | Rachel              |
| Shein Mompremier      | Melody              |
| Kristen Johnston      | Professora Barnes   |
| George Hamilton       | Phil Singer         |
| Leigh-Allyn Baker     | Leah Singer         |
| Alana Collins Stewart | Sunny Singer        |
| Maddy Curley          | Tiffany             |
| Steve Daron           | Justin Singer       |
| Kalani Hilliker       | Ashley Singer       |

## Produção
As gravações foram realizadas no Condado de Palm Beach, Flórida, em julho de 2016. O filme foi lançado no iTunes e Netflix nos EUA em 6 de novembro de 2018, e em vários outros países, incluindo Reino Unido, Espanha, Itália e Noruega, em 1 de julho de 2019.

## Recepção
Swiped recebeu principalmente críticas negativas dos críticos. No site de agregação de críticas, Rotten Tomatoes, o filme possui uma taxa de aprovação de 17% com base em 6 avaliações, com uma classificação média de 3,1/10.